# Uña (Cuenca)
Uña es un municipio y localidad española de la provincia de Cuenca, en la comunidad autónoma de Castilla-La Mancha. El término tiene una población de 89 habitantes (INE 2024).

## Geografía

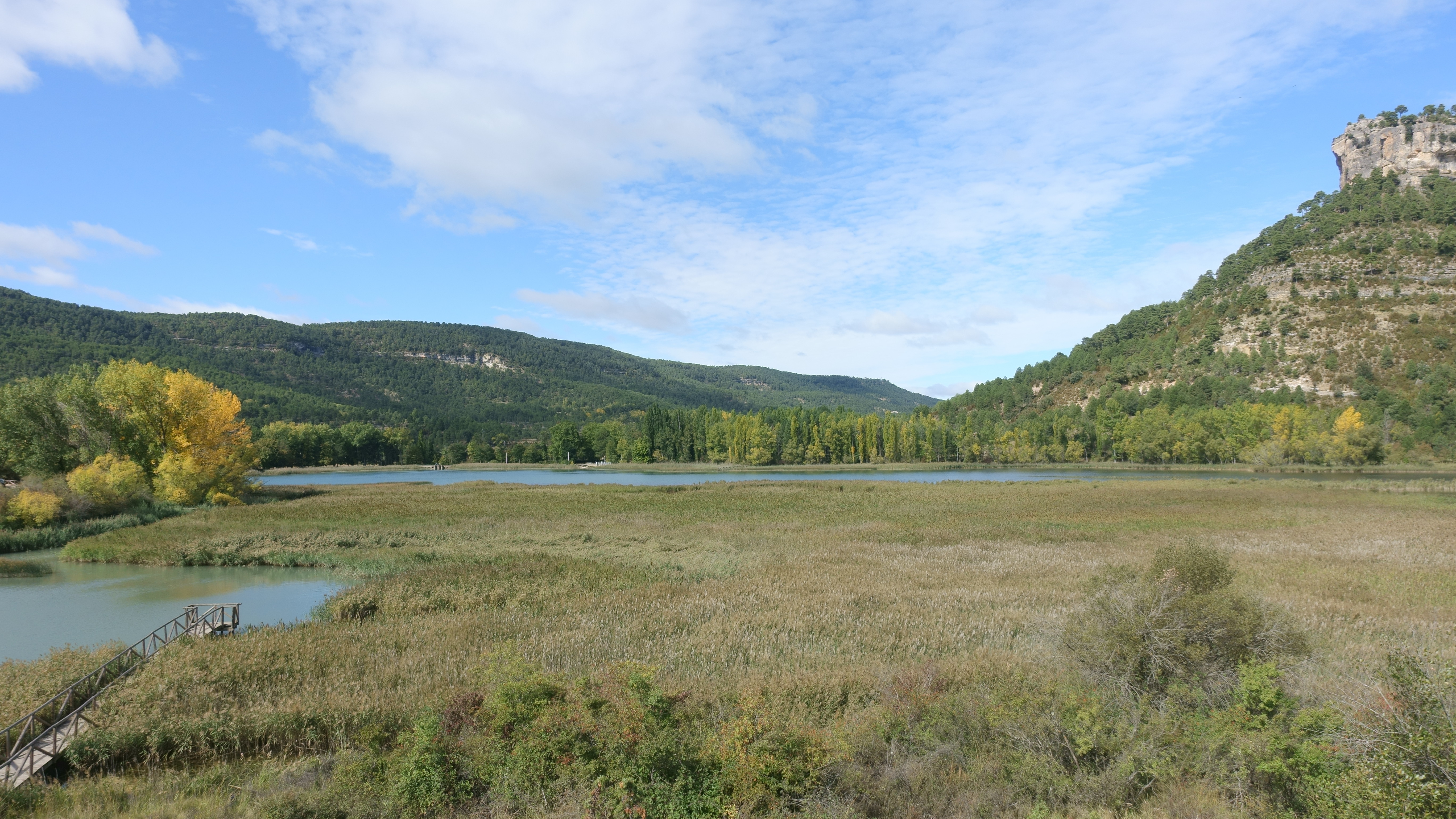
Laguna de Uña

La localidad está ubicada entre la laguna de Uña y el curso del río Júcar, en la margen derecha de este. El arroyo del Rincón de Uña desemboca en el Júcar al norte de la población.

## Historia

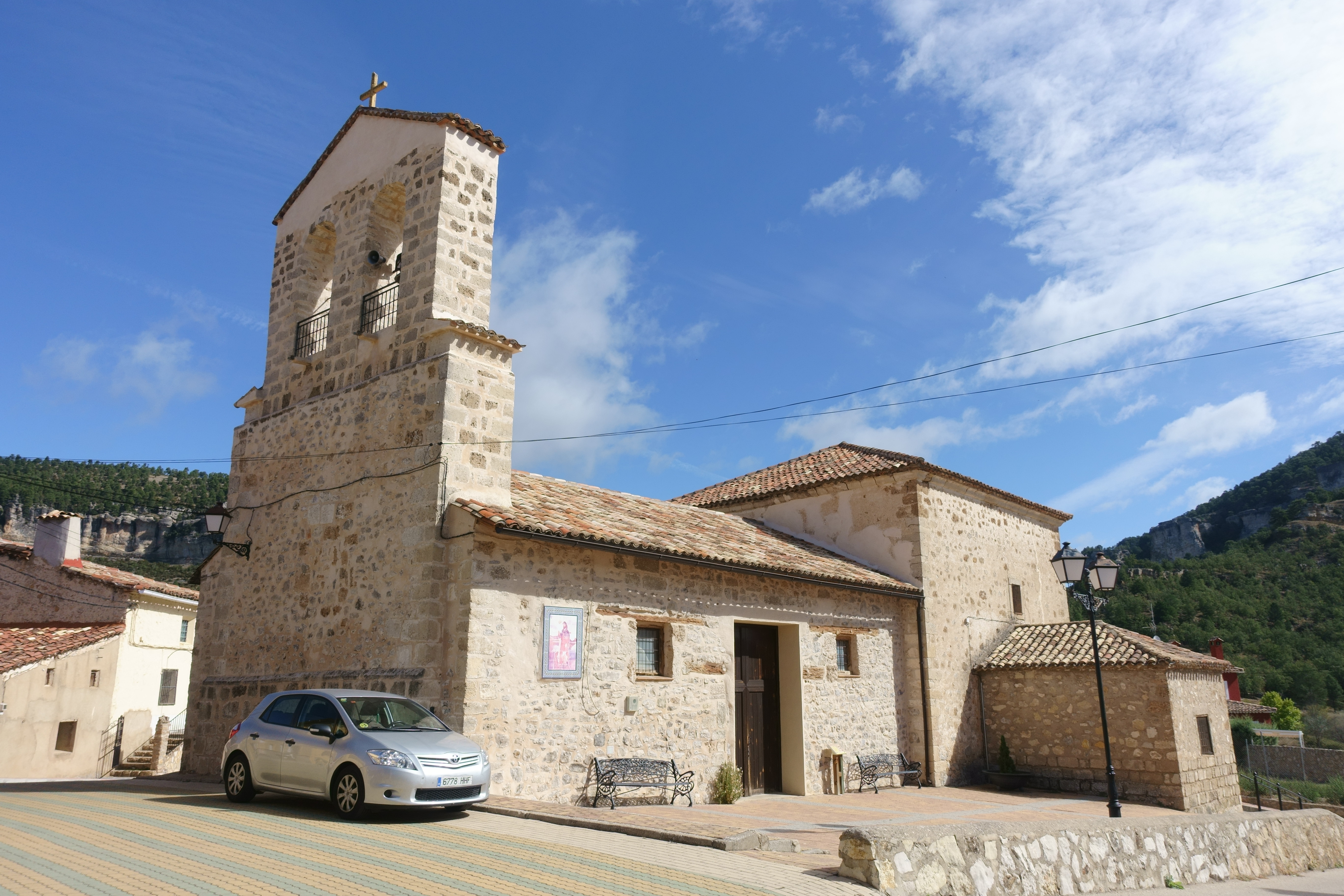
Iglesia de San Miguel

En su Tesoro de la lengua castellana o española (1611), Sebastián de Covarrubias escribió lo siguiente de esta localidad:
«Uña, villa en el obispado de Cuenca, y aunque es pequeña tiene cosas muy notables; entre otras una laguna muy grande, con tanta abundancia de truchas, que están perpetuamente saltando sobre el agua. Los pescadores entran a pescar en unos pedazos de troncos de una pieza a manera de artesas y la laguna es hondísima. Tiene otra particularidad, que parece mentira: una isla con hierba que se apacienta en ella ganado, y algunos arbolicos; esta corre por toda la laguna, siendo llevada de los vientos. Está fundada en cierta manera de piedra esponjosa, que es como toba. (Ovidio, lib. 15 Metamor., por cosa maravillosa cuenta de las islas Simplégades que en un tiempo vagaron sobre el mar agitadas del viento). Tiene un valle angosto, que de una parte y de otra están los riscos muy altos, y a plomo y se va a dar a un rincón, a donde estos peñascos se juntan; debajo dellos, salen diferentes arroyos y fuentes, y dellas manan las truchas que van a caer a la dicha laguna. Tiene más una fuente que llaman del Azabache, que verdaderamente no difiere del azabache que se labra si no es en ser blando; y tengo para mí que quitándole los costrones de encima, se hallaría el azabache fino, pero no se ha intentado por no estragar la fuente, cuya agua dicen ser de muy buen sabor y saludable. Esta villa es de los marqueses de Cañete, y aunque tienen otras de más vecindad y autoridad, esta, a mi parecer, deberían estimar en mucho».
A mediados del siglo XIX, el lugar contaba con una población censada de 116 habitantes. La localidad aparece descrita en el decimoquinto volumen del Diccionario geográfico-estadístico-histórico de España y sus posesiones de Ultramar de Pascual Madoz de la siguiente manera:

UÑA: v. con ayunt. en la prov. dióc y part.jud.de Cuenca (3 leg.), aud. terr. de Albacete (23), y c. g. de Castilla la Nueva (Madrid 26). sit. en una colina de bastante altura y entre la laguna de su nombre y el r. Júcar, el cual corre entre dos sierras elevadas de E. a O.: su clima es frio, bien ventilado y propenso á calenturas intermitentes. Consta de 40 casas, la de ayunt. é igl. parr. aneja de la de Veamud, servida por un teniente cura. El térm. confina por N. con Tragacete; E. y S, con Tierra muerta y Valdecabras, y O. las Majadas: el terreno es poco productivo; lo cruza el citado r. y á corta distancia del pueblo en su parte SE. hay una laguna de grande estension: los caminos son locales y en mal estado. prod.: trigo, centeno, patatas y algunas legumbres, todo en corta calidad: se cria ganado lanar y cabrio; caza de liebres, perdices y conejos, y pesca de truchas, barbos y peces: ind.: la agrícola, un molino harinero y una fáb. de hierro á que dan impulso las aguas de la citada laguna. pobl.: 29 vec., 116 alm. cap. prod.: 334,460 rs. imp.: 16,723.
(Madoz, 1849, p. 219)

## Demografía
Uña cuenta con una población de 89 habitantes (INE 2024).

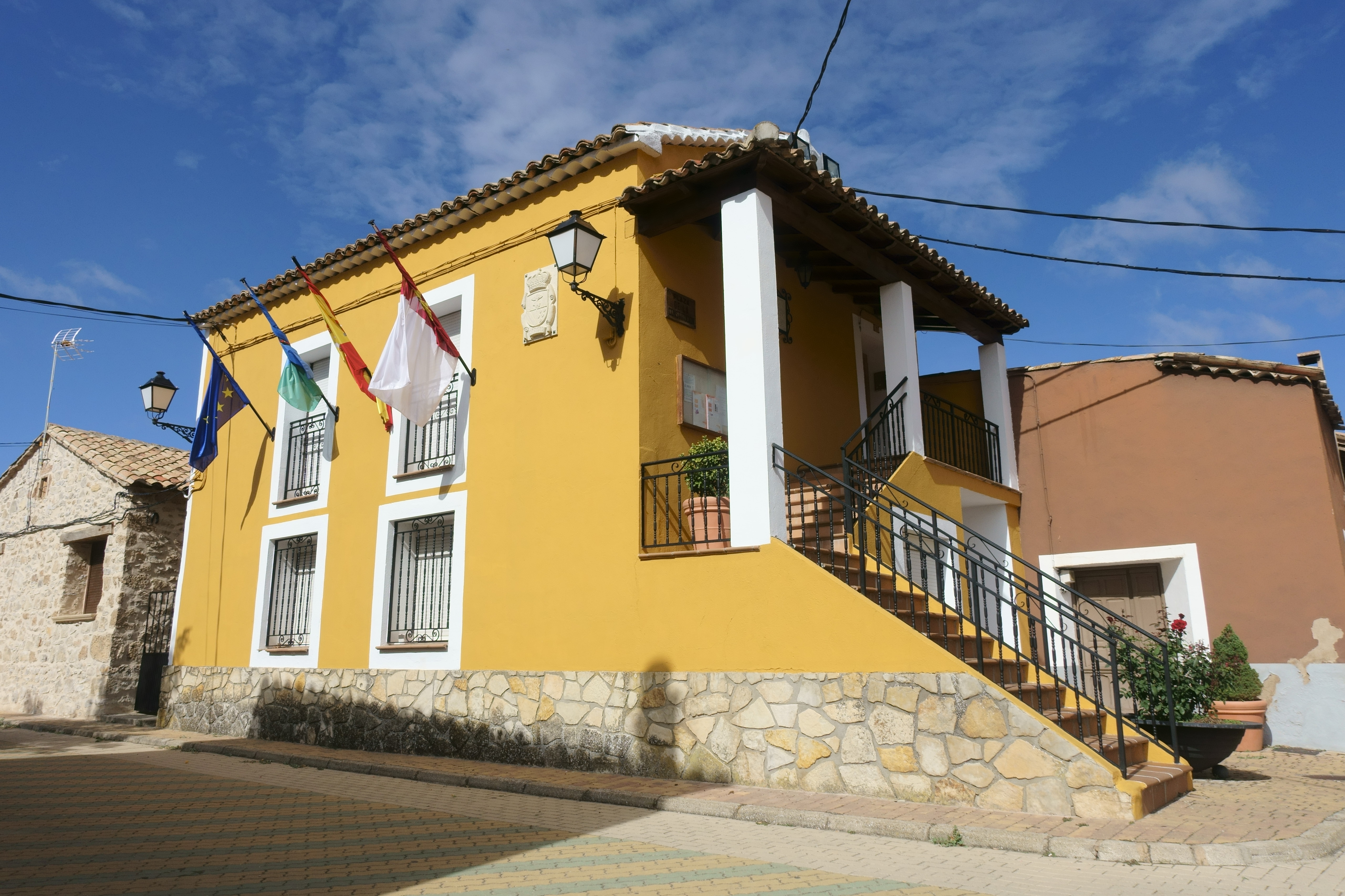
Casa consistorial

| Gráfica de evolución demográfica de Uña entre 1842 y 2021 |
| |
| Población de derecho según los censos de población del INE Población de hecho según los censos de población del INEEntre el censo de 1857 y el anterior, este municipio desaparece porque se integra en el municipio Valdecabras Entre el censo de 1930 y el anterior, aparece este municipio porque se segrega del municipio Valdecabras |

| 1991 |  | 1996 |  | 2001 |  | 2004 |  | 2013 |  | 2015 |
| ---- |  | ---- |  | ---- |  | ---- |  | ---- |  | ---- |
| 166  |  | 143  |  | 134  |  | 138  |  | 98   |  | 103  |